# Walter Schild-Schnyder
Walter Schild-Schnyder (Grenchen, 29 maart 1889 – Grenchen, 9 januari 1969) was een Zwitsers componist, dirigent en pedagoog.

## Levensloop
Schild-Schnyder studeerde pedagogiek aan het Lehrerseminar in Solothurn. Naast de werkzaamheden als leraar was hij ook dirigent bij verschillende harmonie- en fanfareorkesten in de regio van Grenchen. 
Als componist schreef hij werken voor harmonieorkest. Zijn bekendst werk is ongetwijfeld de ook in Nederland en België veel uitgevoerde Engelandvaarders.

## Composities

### Werken voor harmonieorkest
- Alte Freunde
- Bundesfeier
- Engelandvaarders (Vo Gränche bigott'), mars
- Fliedermarsch
- Freiheit
- Friedensklänge
- Frohe Heimkehr
- Gruß dem Schweizerland
- Helvetia Marsch
- Herman Wohlfahrt
- Jubiläums-Marsch
- Rektor Stämpfli
- Rütli
- St.-Jakobs-Denkmal-Marsch